# Francesco Gonin
 (mars 2008).
Si vous disposez d'ouvrages ou d'articles de référence ou si vous connaissez des sites web de qualité traitant du thème abordé ici, merci de compléter l'article en donnant les références utiles à sa vérifiabilité et en les liant à la section « Notes et références ».
Pour les articles homonymes, voir Gonin.
Francesco Gonin (né le 16 novembre 1808 à Turin et mort le 14 septembre 1889 à Giaveno) est un peintre italien  du XIXe siècle.

## Biographie
François Gonin se perfectionna dans l'art de la fresque sous Luigi Vacca, après avoir commencé ses premières études, vers 1820, à l'école néo-classique du niçois Jean-Baptiste Biscarra, alors directeur de l'académie des Beaux Arts. En 1829 , il entra, dans la famille de son maître  Vacca en épousant une de ses filles.
En 1837, il lui succéda dans la charge de premier scénographe du Théâtre Royal.
De 1840 à 1841 en collaboration avec Carlo Bellosio, Gonin a peint au Château royal de Racconigi.
En 1844, il décora le Théâtre de la Sépia, et l'année suivante, le Teatro Carignano de  Turin. La restauration de ce dernier, en 1926, a été effectué avec le plus grand respect des décorations de Gonin ainsi que quelques palais.
De nombreuses églises de Turin ont reçu des fresques de Gonin : celle des Saints Martyrs, dont les voûtes ont été peintes à la fresque par Vacca et Gonin ; celle de St.Maxime, de S, Damace, et l’église de L'annonciation (Celle-ci a été fermée au culte afin d'être reconstruite plus vaste).
Parmi les œuvres de chevalet exposées, on peut distinguer : le duel entre Achille et Hector, la défense du corps de Patrocle (1842), la reddition de la citadelle aux Français (1843), la mort du duc de Savoie Charles Emmanuel II (1853), Christophe Colomb en prison (1858). Le tableau « La Crucifixion » à L'abbaye de Hautes Combes dans le transept sud, la mise au tombeau et la résurrection de Lazare, et les 7 fresques du chœur au maître autel.
Il n'y a pas de genre de peinture que Gonin n'ait tenté ; scénographe, décorateur de palais, fresquiste d'églises, aquarelliste aristocratique, miniaturiste, lithographe, aquafortiste, il a laissé des tableaux historiques, des tableaux de genre, des natures mortes, des caricatures, des illustrations de livres, des projets de meubles, des tapisseries...

## Œuvres
- Portrait de Massimo d'Azeglio,

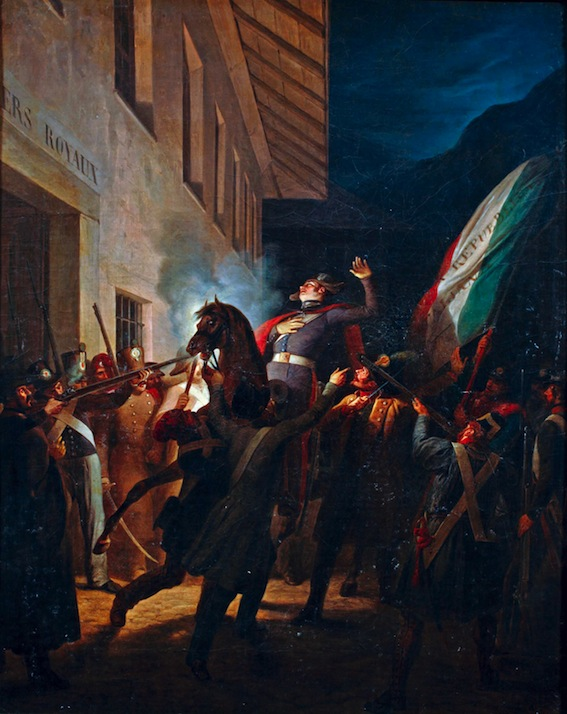
Mort de Giovanni Battista Scapaccino à Pont-de-Beauvoisin.

- Mort de Giovanni Battista Scapaccino à Pont-de-Beauvoisin.